# یادم تو رو فراموش
یادم تو رو فراموش فیلمی به کارگردانی و تهیه‌کنندگی علی عطشانی و نویسندگی پیمان عباسی محصول سال ۱۳۹۴ است.

## بازیگران
- حسین یاری در نقش دامون شمس
- میترا حجار در نقش تیارا
- ماه‌چهره خلیلی در نقش ترانه
- مازیار فلاحی
- آزاده مهدی زاده
- خشایار راد
- بیتا عطشانی